# Прељуба
Прељуба је ванбрачни сексуални чин који се сматра неприхватљивим на друштвеној, верској, моралној или законској основи. Она се почињава док су две особе у било каквом љубавном односу (Брак, веза...)
Прељубом се остварује сексуално задовољство за другом особом.
- Левитска Књига је приписана смртна казна (јудеизам)
- У исламу (Мада је већа казна за жене него мушкарце
- у хришћанству и нема толико јаких казни